# Puccinellia vaginata
Puccinellia vaginata là một loài thực vật có hoa trong họ Hòa thảo. Loài này được (Lange) Fernald & Weath. miêu tả khoa học đầu tiên năm 1917.